# Tiffany Yuen
Tiffany Yuen Ka-wai (袁嘉蔚S; Hong Kong, 30 settembre 1993) è un'attivista e politica cinese, membro del Consiglio del Distretto Sud di Hong Kong dal 2020 al 2021. È stata Vice Presidente di Demosistō prima di lasciare il partito nel 2018.
Per la sua partecipazione alle primarie pro-democrazia di Hong Kong nel 2020, è stata arrestata nel gennaio 2021 insieme a più di altri cinquanta dimostranti rimanendo in carcere fino all'ottobre 2021.

## Biografia

### Attivismo
Yuen ha studiato alla City University di Hong Kong e si è laureata in lingua cinese. Si è dedicata all'attivismo durante la sua vita da studente, inclusa la partecipazione allo sciopero del porto di Hong Kong del 2013 e le proteste contro la pianificazione delle nuove aree di sviluppo dei Nuovi territori del nord-est. È stata anche impegnata nella Rivoluzione degli ombrelli nel 2014.
Dopo essersi unita al partito Demosistō nel 2016, Yuen è stata eletta vicepresidente nel 2017 e ha concentrato i suoi sforzi sulla sensibilizzazione della comunità. Alla luce dei membri di Demosistō che hanno perso la loro candidatura a causa della loro promozione per l'"autodeterminazione democratica", Yuen ha lasciato il partito nel 2018 per continuare a offrire i suoi servizi alla comunità a Tin Wan Estate come indipendente. Parlando delle sue dimissioni, Yuen ha dichiarato: "In una società normale, nessun candidato alle elezioni dovrebbe essere privato del diritto a causa delle sue opinioni politiche"." Successivamente, Yuen ha trovato lavoro come assistente del legislatore pro-democrazia Au Nok-hin.
Yuen ha una lunga storia di difesa dell'uguaglianza, dei diritti delle donne e dei diritti LGBT a Hong Kong. È stata relatrice al Women's Festival Hong Kong nel 2018 e nel 2019, l'unico festival della città dedicato alla femminilità. Aveva anche parlato con i media condannando casi di molestie sessuali e brutalità della polizia Yuen è stata tra i politici che hanno denunciato il linguaggio omofobo usato dal parlamentare Kwok Wai-keung. Secondo Yuen, queste esperienze di discriminazione sono servite da motivazione nel suo impegno per l'uguaglianza.